# نکست‌کیوب

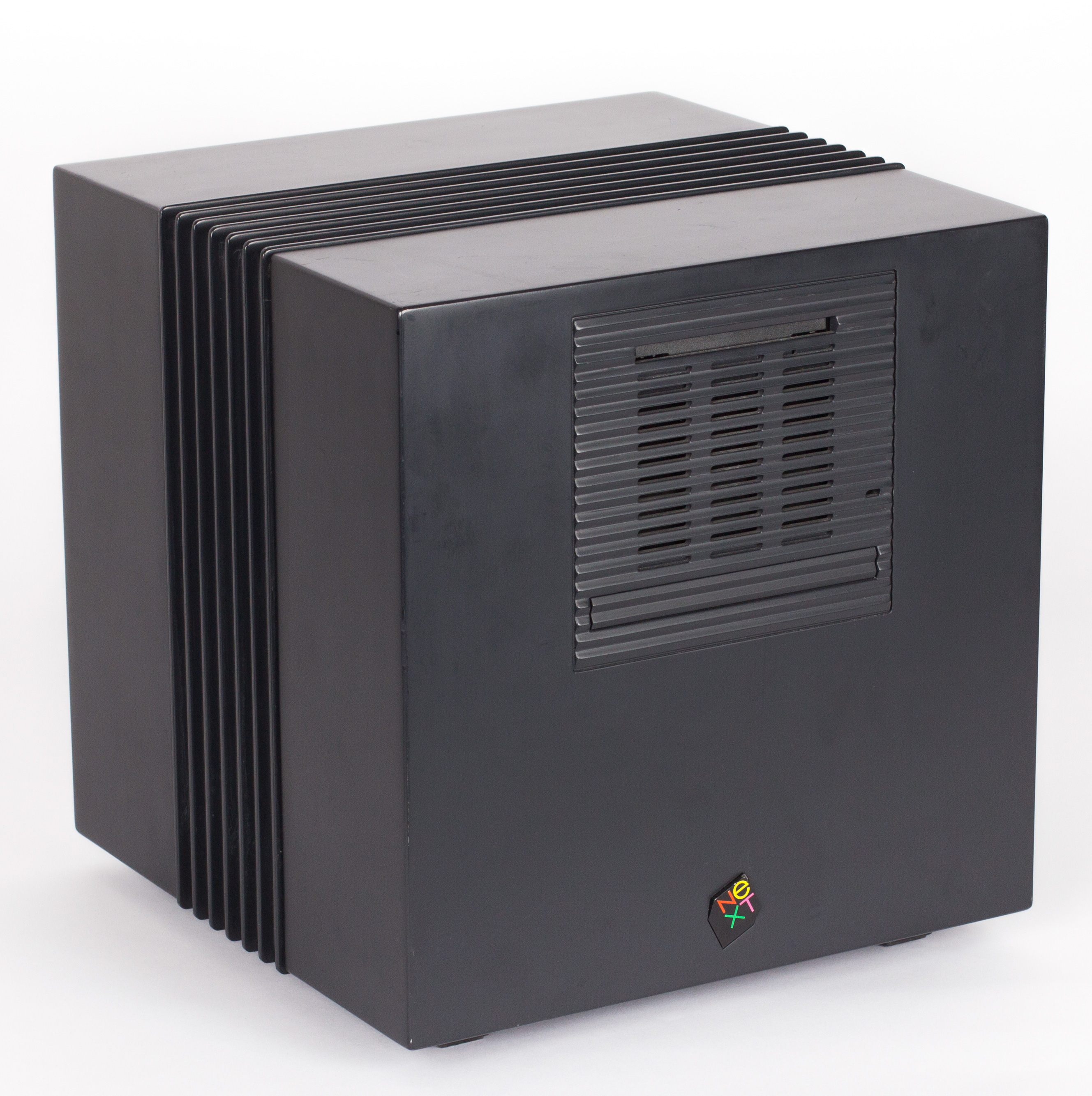
نکست‌کیوب

نکست‌کیوب (به انگلیسی: NeXTcube) رایانه‌ای ساخت شرکت نکست (به تأسیس استیو جابز) است که در سال ۱۹۸۸ معرفی شد.
این رایانه در طراحی ظاهر و در طراحی نرم‌افزار حرف‌های بسیاری برای گفتن داشت. شرکت نکست، ابتدا کیوب را برای محیط‌های دانشگاهی عرضه کرد اما فروش آن بعد از مدتی عام شد.
جعبه (Case) این رایانه به رنگ سیاه بود و جنس آن از فلز منیزیمی بود که با لیزر برش داده شده بود. تمام تجهیزات جانبی نکست کیوب نیز به رنگ مشکی طراحی شده بود. نکست کیوب از سیستم‌عاملی منحصر به فردی توان می‌گرفت که نکست استپ نام داشت. صدای با کیفیت بالا، استفادهٔ عمیق از فناوری شی‌گرایی، بنیان مستحکم بر اساس یونیکس از ویژگی‌های چشمگیر و خیره‌کننده رایانه کیوب بود. اما قیمت بسیار گران، عدم تولید نرم‌افزار کاربردی و ناسازگاری باعث شد کیوب در بازار شکست سختی بخورد. شرکت نکست تاب این شکست را نداشت و در سال ۱۹۹۳ کرکره واحد سخت‌افزار خود را پایین کشید، در حالی که فقط توانسته بود پنجاه هزار کیوب بفروشد.
با این همه کیوب توانست افتخاراتی را از آن خود نماید: از جمله اولین رایانه‌هایی که برای توسعهٔ وب (در مرحله ابتدایی) و بانک اطلاعاتی سایبیس استفاده شدند کیوب بودند. بعد از خرید شرکت نکست توسط اپل، از فناوری‌های ابداع شده و توسعه یافته در نکست در طراحی نسل جدید محصولات اپل، استفادهٔ فراوانی شد.